# Municipio de Sodus (Minnesota)
El municipio de Sodus (en inglés: Sodus Township) es un municipio ubicado en el condado de Lyon en el estado estadounidense de Minnesota. En el año 2010 tenía una población de 283 habitantes y una densidad poblacional de 3,01 personas por km².

## Geografía
El municipio de Sodus se encuentra ubicado en las coordenadas 44°19′38″N 95°46′35″O / 44.32722, -95.77639. Según la Oficina del Censo de los Estados Unidos, el municipio tiene una superficie total de 94.17 km², de la cual 94,11 km² corresponden a tierra firme y (0,06 %) 0,05 km² es agua.

## Demografía
Según el censo de 2010, había 283 personas residiendo en el municipio de Sodus. La densidad de población era de 3,01 hab./km². De los 283 habitantes, el municipio de Sodus estaba compuesto por el 96,82 % blancos, el 2,47 % eran asiáticos, el 0,71 % eran de otras razas. Del total de la población el 1,06 % eran hispanos o latinos de cualquier raza.